# Las Dos Marías

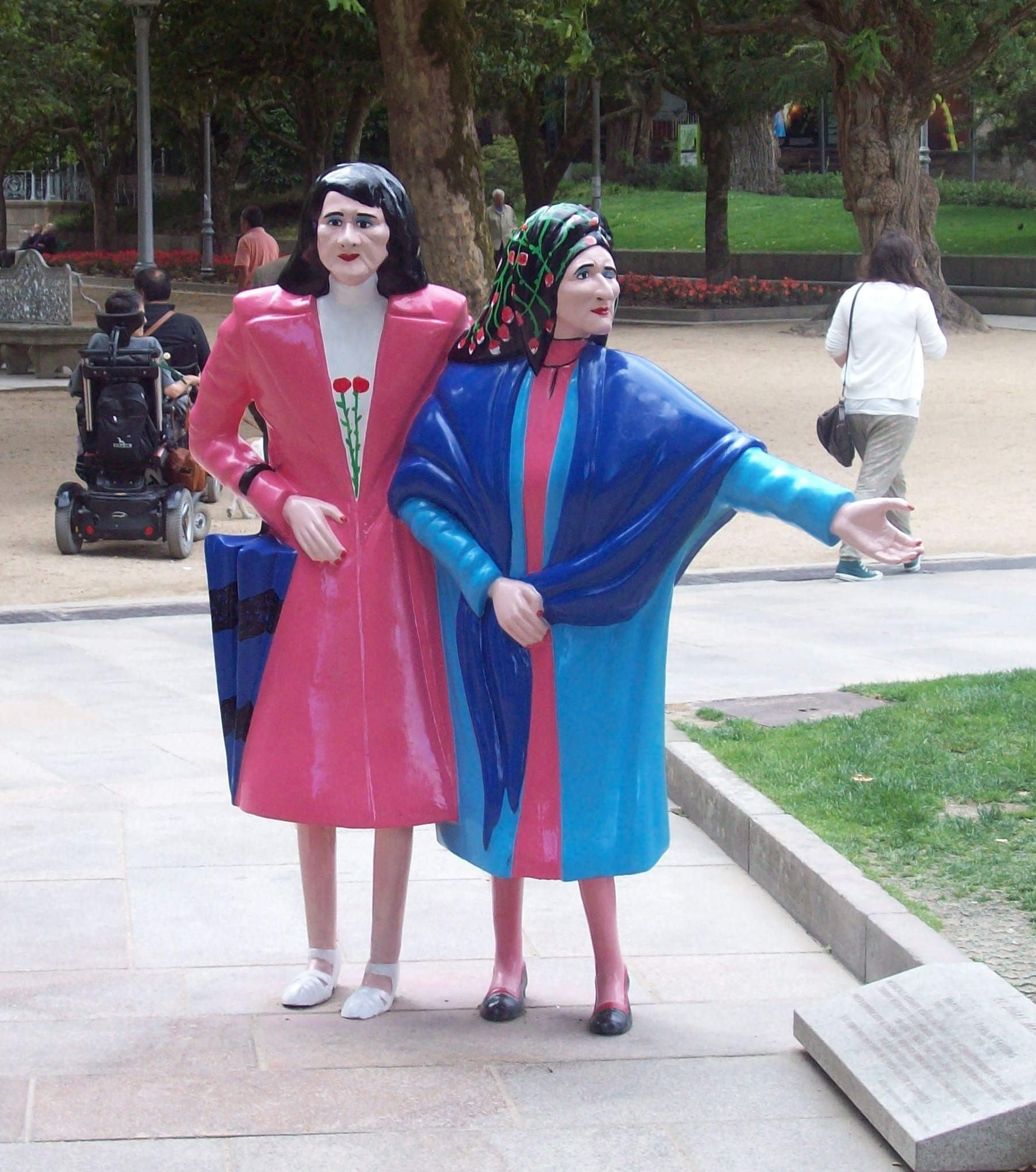
La scultura de "La Dos Marias" nel parco dell'Alameda, a Santiago di Compostela.

Las Dos Marías ("Le Due Marie"), Las Marías ("Le Marie"), Las Dos en Punto ("Le Due in Punto") o Cara de Palo ("Faccia di Bronzo") è il nome con cui erano conosciute a Santiago di Compostela (Galizia) le sorelle Maruxa (Santiago, 4 gennaio 1898 - ivi, 13 maggio 1980) e Coralia Fandiño Ricart (Santiago, 24 agosto 1914 - La Coruña, 30 gennaio 1983), rappresentate dal 1994 in una famosa scultura situata nel parco dell'Alameda, a Santiago.
Le due sorelle divennero personaggi popolari della città perché facevano una passeggiata quotidiana per la Zona Vella (centro storico di Compostela), dagli anni cinquanta fino alla fine degli anni settanta, vestite e truccate in modo eccentrico, mentre flirtavano con i giovani universitari. Questa passeggiata, che aveva luogo esattamente alle due del pomeriggio (da qui uno dei loro soprannomi), orario in cui la maggior parte degli studenti si recava a pranzo e, quindi, quando c'era più attività nelle strade del centro di Santiago, era un vero e proprio evento per il contrasto con l'atmosfera che regnava in Spagna durante la dittatura di Franco.
Coralia, la più giovane ma più alta, era timida e poco loquace, mentre Maruxa, di statura più bassa ma più anziana, era quella che prendeva l'iniziativa. Soprannominate "las Marías", erano anche etichettate come «pazze» e «zitelle». Quello che è conosciuto come uno dei simboli più rappresentativi della città di Santiago di Compostela, è il risultato di un processo di maltrattamento sociale e istituzionale, avallato dal regime del dittatore Francisco Franco.

## Storia e caratteristiche
La famiglia Fandiño Ricart era composta dalla sarta Consuelo Ricart e dal calzolaio Arturo Fandiño, che ebbero tredici figli (di cui undici superarono l'infanzia). Maruxa (/marúsha/, María Fandiño Ricart) fu la quarta figlia e Coralia (María Argentina Coralia Fandiño Ricart) fu la dodicesima. Il laboratorio di calzoleria si trovava al numero 32 di Calle Algalia de Arriba. Vivevano e lavoravano in Calle Espíritu Santo, a Santiago de Compostela. Un'altra sorella si chiamava Sarita e morì giovane. Rosaura era la sorella minore dei tredici.

## La repressione durante la Guerra Civile
Nel 1925, la CNT (Confederación Nacional del Trabajo), di ideologia anarchica, aprì la sua sede regionale a Santiago de Compostela. All'età di quindici anni, il combattivo Manolo Fandiño Ricart - pittore di professione - divenne il suo segretario generale. Anche i suoi due fratelli, Alfonso e Antonio, divennero militanti del movimento anarchico.
A Santiago si respirava un clima di vivacità e speranza. Le sorelle Fandiño passeggiavano per le strade vestite con abiti fatti in casa, con tessuti dai colori brillanti e allegri. Gli studenti galiziani repubblicani le chiamavano «Libertà, Uguaglianza e Fratellanza», mentre gli studenti cattolici della CEDA (Confederazione Spagnola delle Destre Autonome) le chiamavano «Fede, Speranza e Carità».
Tuttavia, il sogno rivoluzionario fu soffocato nel sangue il 18 luglio 1936. La repressione franchista fu feroce. I fratelli riuscirono a fuggire. All'inizio ebbero più fortuna dell'editore Ángel Casal, dell'artista Camilo Díaz Baliño, della Recachanta, dell'avvocato Narciso Vidal Fraga, dei fratelli Pasín e di molti altri, che in quei giorni vennero ritrovati uccisi lungo le strade. Durante la guerra civile, Antonio assunse un ruolo di grande responsabilità nell'organizzazione.
Manolo Fandiño mantenne il suo nascondiglio per anni. Antonio, indicato come "anarcosindacalista", fuggì sul monte Pedroso (vicino alla città). Alla fine è stato scoperto, torturato e imprigionato per vent'anni dai franchisti. Il terzo fratello, Alfonso, fuggì pochi giorni dopo il colpo di stato in Spagna, su una nave che lasciò il porto di Muros. L'incubo per le sorelle cominciò quando i falangisti tentarono di usare la famiglia per scoprire il loro nascondiglio. A orari improbabili della notte, la polizia di repressione del regime arrivava alla casa dei Fandiño, perquisiva e distruggeva l'abitazione, spogliava le sorelle in pubblico per umiliarle e saliva sulle montagne di Pedroso di Santiago. «Non è stato provato, ma c'è chi afferma che siano arrivati anche a torturare e persino a violentare», spiega Henrique Rivadulla, autore di un documentario sulle sorelle (2008), che sottolinea che questi abusi prolungati sono stati la causa della pazzia che entrambe hanno subito, perché "prima non erano così". Infine, i fratelli fuggiti sono stati arrestati e la pressione sulle Fandiño è cessata.
Tempo dopo, Alfonso ― che era fuggito via mare ― riapparve a La Coruña, militando nella clandestinità, e alla fine fu imprigionato nel penitenziario di Santoña. Morì nella città di La Coruña il 17 settembre 1991, all'età di 83 anni, e fu sepolto nel cimitero di San Amaro.
Non è chiaro se le due sorelle facessero parte del movimento anarchico, ma si sapeva che la loro ideologia era chiaramente di sinistra. Il giornalista Borobó (Raimundo García Domínguez) sosteneva che fossero state membri della CNT, come i loro fratelli, e che avessero svolto compiti di collegamento con sindacalisti fuggiti dalla Galizia. Le donne della casa, la madre e le sorelle, dovettero vivere per decenni tra minacce, olio di ricino, capelli rasati, con i falangisti che arrivavano a qualsiasi ora del giorno e della notte a casa loro, per violare la privacy e la dignità delle famiglie povere.
Nel 1945, suo fratello Manolo Fandiño riappare come attivista clandestino.

## Dopo la Guerra

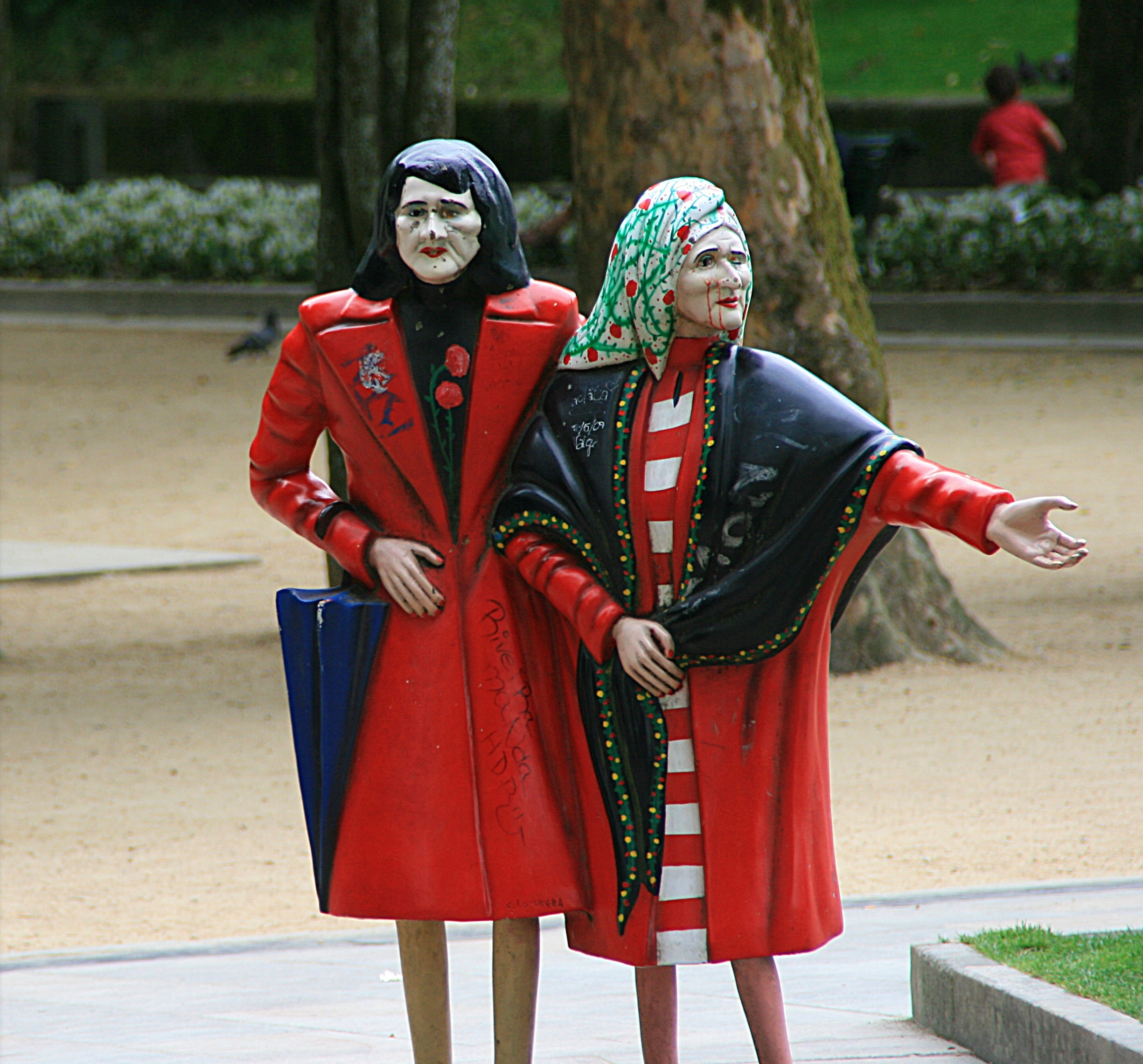
La scultura de "Las Dos Marías" vandalizzata.

All'inizio degli anni cinquanta, Antonio Fandiño fu rilasciato in condizioni di grave malattia e morì a casa delle sue sorelle a causa degli anni di maltrattamenti subiti durante la prigionia.
Le chiamarono «rosse» ("comuniste", anche se erano anarchiche), le trattarono da «puttane». Da quel momento, il lavoro sparì come mezzo di sostentamento e dignità e la fame divenne parte della loro vita quotidiana. Vivevano nella rúa del Medio, in quegli anni quaranta, cinquanta, sessanta e settanta. Le tre sorelle Maruxa, Coralia e Sarita uscivano insieme a camminare. Sarita morì giovane.
Le due sorelle caddero nella povertà dopo che i residenti della città smisero di fare ordini presso la sartoria "perché erano una famiglia anarchica, per paura di essere associati a loro" (temendo che la polizia le collegasse a loro). Nonostante questa paura, i residenti di Compostela in generale provavano simpatia per loro, e quando finì la guerra le sorelle ― che già vivevano da sole nella loro casa ― sopravvissero grazie alla carità dei vicini. Coloro che volevano aiutarle non offrivano loro l'elemosina direttamente, ma compravano cibo, specialmente nel negozio di importazione Carro, situato nella piazza del Toural, dove il proprietario, Tito Carro, lo portava loro con la scusa che fossero "promozioni" aziendali e non beneficenza.
Le due sorelle Fandiño furono le donne più conosciute e fotografate di Compostela. Maruxa e Coralia - quest'ultima desiderava sempre chiamarsi Rocío - riuscirono a creare un meccanismo di difesa per sopravvivere: impazzirono, e nella loro pazzia recuperarono il sogno della giovinezza. Sempre scheletriche, come se vivessero in un campo di concentramento, senza denti, si vestivano con colori sgargianti, piene di trucco come se fosse una rappresentazione di maschere: polvere di riso, blush e rossetto. Ogni giorno, allo stesso tempo, segnato dalla campana di Berenguela della cattedrale di Santiago de Compostela, d'estate percorrevano la calle del Espíritu Santo fino al passeggio nel Toural, d'inverno sotto i portici della rúa del Villar, sfidando il tempo grigio e la mente delle persone con la loro luce di una torcia perennemente accesa. E anche quando alcuni studenti volevano, con una galanteria beffarda, avvicinarsi a queste maschere colorate, loro, con la dignità recuperata e la forza della pazzia, respingevano quel "corteggiamento" dicendo in spagnolo: «¡Tu ya tienes!» ("Tu hai già!").
Secondo Fermín Bescansa, in una occasione una tempesta rovinò il tetto della loro casa e fu organizzata una raccolta fondi che raccolse un quarto di milione di pesetas, che all'epoca valeva quanto un appartamento.
Maruxa morì a Santiago de Compostela il 13 maggio 1980, all'età di 82 anni. Coralia si trasferì a vivere con un'altra sorella al porto de La Coruña (a 75 km a nord), città alla quale non riuscì mai ad adattarsi. Morì tre anni dopo, il 30 gennaio 1983, all'età di 68 anni, dopo aver chiesto molte volte quale fosse la strada per tornare a Santiago. Fino al 2014, entrambe erano sepolte in tombe separate e distanti nel cimitero di Boisaca a Compostela. Maruxa nella tomba numero 991, con tre dei suoi fratelli e sua madre. Coralia nella tomba 3196, con suo padre.
Nel maggio del 2014, a causa del degrado delle tombe, l'associazione Ateneo de Santiago ha organizzato una raccolta fondi popolare che ha permesso di ristrutturare le sepolture, di riunire i loro resti mortali insieme, come loro desideravano, e di installare una lapide commemorativa.

## Riconoscimenti

### La scultura dell'Alameda
Con il passare degli anni, la storia delle due sorelle Fandiño è caduta nell'oblio, finché nel 1994 lo scultore basco César Lombera (Barakaldo, 1956), dopo nove anni di vani tentativi presso il comune di Santiago, riuscì a convincere il sindaco dell'epoca, Xerardo Estévez, ad installare una scultura in loro memoria. Questa, realizzata dallo stesso Lombera, consisteva in una riproduzione realistica e policromata delle due donne durante i loro famosi passeggiate, basata su una fotografia pubblicata da Luis Carré Menéndez sulla rivista "Viajar" come una delle illustrazioni dell'articolo sulla città di Santiago de Compostela. Maruxa a destra, con il braccio esteso, e Coralia che reggeva un ombrello. L'opera fu installata nel parco dell'Alameda, dove permane ancora oggi.
Da allora, la scultura è una delle più conosciute della città, sia per la curiosità che suscita tra i turisti, sia come punto di incontro nel centro di Santiago de Compostela. Spesso viene utilizzata come punto di partenza per le manifestazioni sociali.
Nel 2013, dei vandali dipinsero d'oro i volti delle "Dos Marias", segnando un momento critico per la scultura di Lombera. Il Consorzio finanziò una costosa riparazione di 2.000 euro per rimuovere la vernice, con César Lombera che dedicò diversi giorni al ripristino dei colori originali sui volti di Coralia e Maruxa.
La scultura, ha subito diversi cambiamenti di colore in venticinque anni. Inizialmente, entrambe le figure indossavano abiti prevalentemente rossi, completati da bianco e nero. Nel 2006, l'abito di Maruxa incorporò il blu, mentre più tardi l'abito nero di Coralia con i fiori cambiò in uno sfondo bianco mantenendo i fiori.
La modifica più significativa avvenne nel 2023 quando Lombera trasformò l'abito di Coralia in giallo e rosso, riflesso dell'ideologia repubblicana che entrambe professavano, insieme all'ombrello viola.

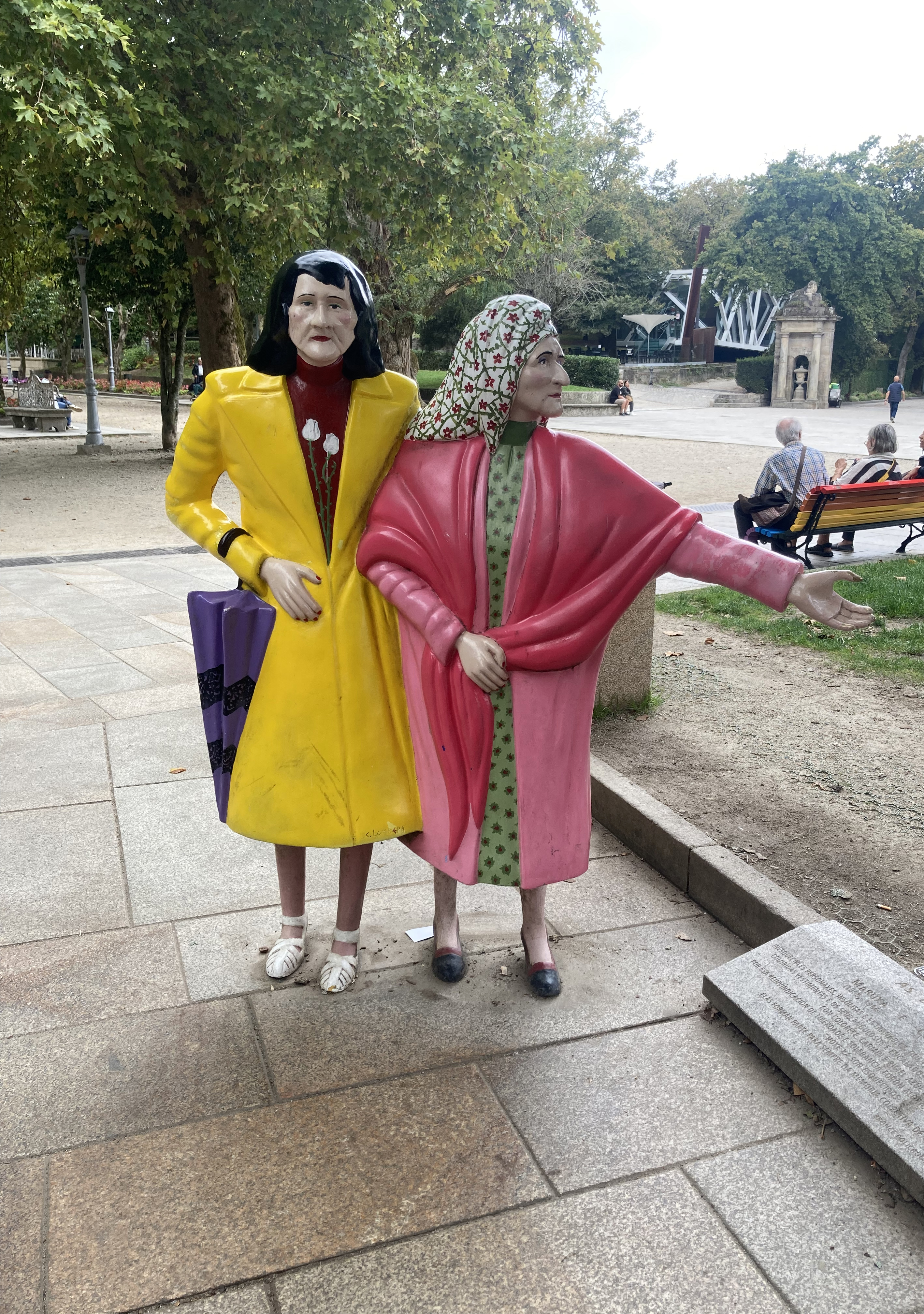
La scultura de "La Dos Marias" nel 2023.

### Documentario
Con l'intenzione di preservarne la memoria, lo scrittore e sceneggiatore Henrique Rivadulla Corcón ha realizzato il documentario Coralia e Maruxa, as irmás Fandiño ("Coralia e Maruxa, le sorelle Fandiño"), narrato dal comico e attore Xosé Lois Bernal. Nel documentario, una serie di residenti di Compostela raccontano la loro relazione con le sorelle decedute, e appaiono testimonianze della storica Encarna Otero Cepeda e dello storico Dionisio Pereira. È stato presentato il 11 aprile 2008.
L'autore del documentario ritiene che le due sorelle abbiano svolto, forse inconsapevolmente, un ruolo chiave in questo periodo di repressione. Infatti le due "las Marias" rappresentavano una forma di liberà per tutte quelle persone che si sentivano oppresse dal regime e non si ribellavano per paura.

### Saggi
Áurea Sánchez ha pubblicato il libro elettronico dal titolo Las Marías de Santiago de Compostela. Representación de la identidad femenina en los medios de comunicación ("Le Marías di Santiago de Compostela. Rappresentazione dell'identità femminile nei media"). Questo saggio sviluppa un lavoro di ricerca nella specialità di studio sulle donne, femministe e di genere che la giornalista Áurea Sánchez ha realizzato nell'Università Jaime I di Castellón come parte del master in uguaglianza e genere nell'ambito tra pubblico e privato.
La Sanchez, nel suo testo riporta che dopo 30 anni dalla scomparsa di queste due donne, è fondamentale ricordare che hanno subito violenza sia istituzionale che sociale. Tuttavia, il mistero che le circonda persiste ancora oggi, e spesso non si affronta il nucleo del problema: la violenza perpetrata contro Maruxa e Coralia. Questa forma di violenza è stata evidenziata nel documentario Coralia e Maruxa, as irmás Fandiño di Rivadulla Corcón. Sebbene il loro ruolo come "Las Marías" abbia attirato l'attenzione su di loro, poche persone che hanno discusso di Maruxa e Coralia hanno compreso appieno il fenomeno della violenza istituzionale di genere. Nonostante il grande interesse suscitato, il contesto che le circonda è rimasto in gran parte poco chiaro fino ad oggi.